# 블랑키주의

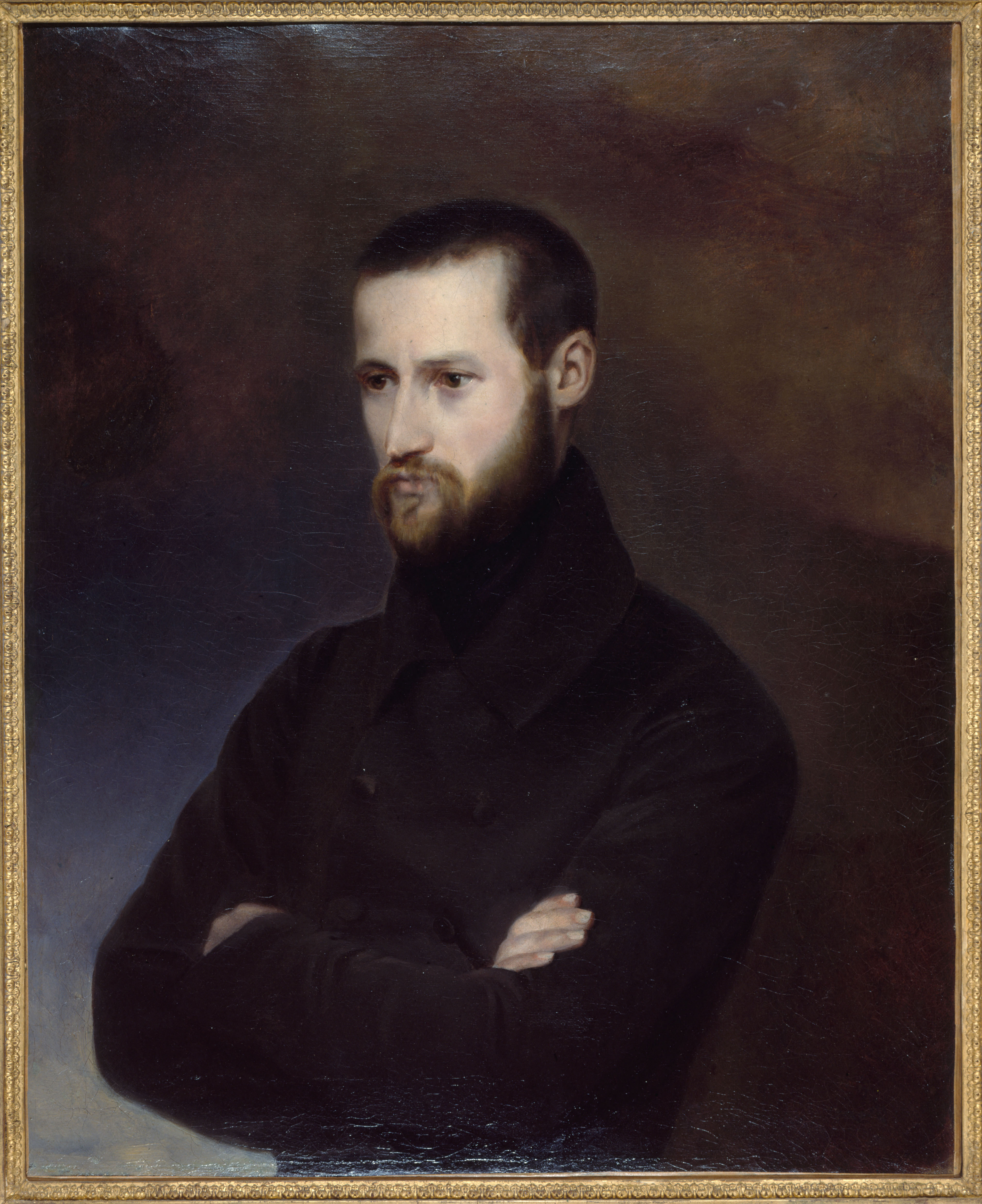

블랑키주의(極左冒險主義, Blanquism)는 루이 오귀스트 블랑키가 견지한 사회주의 혁명의 개념으로써 소규모의 비밀결사가 조직적이고 비밀스런 공모로 혁명을 달성해야 한다는 개념을 가리킨다. 혁명을 통한 국가 권력의 장악 이후, 이것은 국가 권력을 동원해 사회주의를 실현하는 것을 목표로 한다. 후일에 등장하게 되는 레닌주의 이론은 이 사상과 상당히 유사한 면모를 갖게 되었으며, 공산주의자 행동 강령의 기원이 되었다.

## 경멸적 용어로서 블랑키주의
블랑키주의라는 용어는 실천과 노동계급관의 융합을 충분히 이루어내지 못한 혁명가들에 대하여 비하적 의미로 사용하기도 한다.
로자 룩셈부르크는 레닌을 블랑키주의자라고 비판한 적이 있다.
| “ | “레닌에게 있어서 사회 민주주의와 블랑퀴주의의 차이는 소수의 음모세력 대신에 우리는 계급의식을 가진 프롤레타리아가 있다는 관측으로 축소되었다. 그는 이 차이가 조직에 대한 우리의 생각을 완전히 수정한다는 사실을 망각했으며, 중앙집권주의와 당과 투쟁 사이에 대한 전적으로 다른 개념이 형성되었다. 블랑퀴주의는 노동계급의 직접행동을 지향하지 않는다. 그렇기에 이것은 혁명을 위해 사람들을 조직할 필요가 없다. 사람들은 혁명의 순간에만 그들의 역할을 해야했다. 혁명의 준비는 오직 소수의 혁명가들이 쿠데타를 시도하는 것에 관한 것이었다. 물론 혁명 음모의 성공을 위해서는 대중과 음모세력 사이에 거리를 두는 것이 현명하다고 생각했다.” | ” |

레닌은 볼셰비즘과 블랑키주의를 비교하는 것을 다음과 같이 반박하기도 했다.
| “ | 부르주아는 블랑키주의라는 용어를 사용함으로써 인민의 투쟁을 과소평가하고 비판하고 비방하길 원한다. 프롤레타리아와 농민들이 구체제로부터 인정을 받기만을 원할 경우 부르주아들은 이득을 얻는다. 우익 사회민주주의자들은 블랑키주의라는 단어를 단순히 논쟁적인 수사학적 장치로 사용한다. 부르주아는 이 말을 프롤레타리아에 대항하는 무기로 전환시켰다. "노동자들이여 이성적이어라! 입헌민주당과 두마의 권력을 확장시키기 위해 싸워라! 부르주아를 위해 불 속에서 밤송이를 꺼내고 민중의 완전한 힘을 위해 싸운다고 자처하는 아나키즘이나 블랑키주의 같은 광기는 감히 생각하지도 말아라!" | ” |

레닌은 그의 저서 "국가와 혁명"에서 자신에게 향한 블랑키주의라는 비방에 대한 모든 비난을 부인했으며 사회민주주의자인 베른슈타인을 기회주의자라고 비판했다.

## 같이 보기
- 전위당론
- 루이 오귀스트 블랑키